# Planarkitekt
Denna artikel handlar om befattningen. För yrkestiteln , se planeringsarkitekt.
Planarkitekt benämns den som arbetar med upprättande av planer enligt Plan- och bygglagen, exempelvis de tjänstemän på kommunernas stadsbyggnadskontor som handlägger detaljplaner och översiktsplaner. Befattningen planarkitekt kan innehas av arkitekt med kunskap om fysisk planering oavsett utbildningsbakgrund, det vill säga såväl arkitekter, landskapsarkitekter som planeringsarkitekter. På senare år har det blivit allt vanligare att även samhällsplanerare anställs som planarkitekter. Titeln innehas också av civilingenjörer i samhällsbyggnad med inriktning mot stadsplanering.